# 大和高田市立病院
大和高田市立病院（やまとたかだしりつびょういん）は、奈良県大和高田市にある医療機関（地方公営企業法一部適用）。大和高田市立病院事業の設置等に関する条例により設置された市区町村立病院である。
災害拠点病院や臨床研修病院などの指定を受けている。同一敷地内に大和高田市立看護専門学校が所在している。
許可病床数は320床で、一般病床269床（うちHCU病床8床）、地域包括ケア病床51床である。

## 沿革
- 1953年（昭和28年）10月 - 大和高田市大中281番地に「市民病院」として開院（一般病床85床）[1]。
- 1970年（昭和45年）12月 - 「大和高田市立病院」と改称し、現在地に新築移転（一般病床280床、結核病床40床）[1]。
- 1996年（平成8年）11月 - 災害拠点病院に指定[1]
- 1999年（平成11年）
  - 5月 - 新館（東館）開館[1]。
  - 6月 - 結核病床を廃止し、一般病床320床となる[1]。
- 2000年（平成12年）4月 - 療養病床53床を開設し、一般病床267床となる[1]。
- 2003年（平成15年）10月 - 臨床研修病院に指定[1]。
- 2011年（平成23年）11月 - 療養病床を廃止し、一般病床320床となる[1]。
- 2015年（平成27年）
  - 8月 - 地域包括ケア病床（51床）を開設、一般病床269床となる[1]。
  - 11月 - 新館（南館 / 放射線治療棟）竣工[1]。

## 診療科
- 消化器内科
- 循環器・腎臓内科
- 総合内科
- 呼吸器内科
- 神経内科
- 外科
- 整形外科
- 小児科
- 産婦人科
- 泌尿器科
- 脳神経外科
- 麻酔科
- 眼科
- リハビリテーション科
- 耳鼻咽喉科
- 皮膚科
- 放射線科

## 医療機関の指定・認定
（下表の出典）
| 保険医療機関                                   | 公害医療機関                             |
| 労災保険指定医療機関                           | 母体保護法指定医の配置されている医療機関 |
| 指定自立支援医療機関（更生医療）               | 災害拠点病院（地域）                     |
| 指定自立支援医療機関（育成医療）               | 臨床研修病院                             |
| 指定自立支援医療機関（精神通院医療）           | 臨床修練病院等                           |
| 身体障害者福祉法指定医の配置されている医療機関 | 肝疾患診療連携拠点病院                   |
| 生活保護法指定医療機関                         | 特定疾患治療研究事業委託医療機関         |
| 結核指定医療機関                               | DPC対象病院                              |
| 指定養育医療機関                               | 指定小児慢性特定疾病医療機関             |
| 戦傷病者特別援護法指定医療機関                 | 地域がん拠点病院（県指定）               |
| 原子爆弾被害者一般疾病医療機関                 |                                          |

- 救急告示病院（二次救急）[5]
- エイズ診療協力病院[6]
- 奈良県難病医療協力病院[6]
- このほか、各種法令による指定・認定病院であるとともに、各学会の認定施設でもある。

## 交通アクセス
- 近鉄南大阪線高田市駅から徒歩約10分。
- 近鉄大阪線大和高田駅から徒歩約30分。
- JR和歌山線高田駅から徒歩約20分。

## 姉妹病院
情報交換や交流を深めると共に、災害など緊急時に優先的に相互を支援・連携をする目的で提携している。
- 赤穂市民病院
- 市立岸和田市民病院

## 不祥事

### 眼内レンズを巡る汚職事件
2023年6月19日、白内障手術に使う眼内レンズを優先的に選定した見返りに医療機器メーカー「スター・ジャパン」から現金80万円を受け取ったとして、大阪府警察は収賄容疑で病院の眼科医の男を書類送検した。また贈賄容疑で、スター・ジャパンの元社長ら男女5人も書類送検した。
スター・ジャパンを巡っては、全国の眼科医から自社レンズを使った手術動画の提供を受け、謝礼金を渡していたことが2022年5月に発覚した。業界団体「医療機器業公正取引協議会」が同年7月、「レンズを医師に使わせる販売目的だった」と認定。景品表示法に基づく自主規制に反するとし、「厳重警告」を出していた。
捜査関係者によると、眼科医は2019～2021年、同社のレンズを同病院で優先的に使用する便宜を図った見返りに、元社長ら5人から、3回にわたり計80万円を自分名義の口座に振り込ませた疑い。院内には複数社のレンズが配備され、使用数に応じて各社に料金を払う仕組みだった。眼科医は手術の際、どの業者のレンズを使うかを決める職務権限があった。2019～2021年、同社のレンズを使用した際に手術動画を撮影して提供し、謝礼金を受け取る契約を個人で締結。病院での同社のレンズの使用率は、以前は5割程度だったが、契約中は8～9割に急増していた。眼科医も動画を患者に無断で提供し、報酬を受けており、2021年3月、病院から口頭注意を受けていた。
同社は80万円について、動画提供に対する謝礼としていたが、府警は、賄賂性を隠すことが目的で、眼科医がレンズを優先的に使用したことへの見返りとして、元社長らが現金を提供したとみている。
6月26日、大阪地検は眼科医を収賄罪で在宅起訴した。また、大阪区検は贈賄容疑で書類送検された5人のうちスター・ジャパンの元社長ら4人を略式起訴し、大阪簡裁がそれぞれに罰金40万～100万円の略式命令を出した。贈賄側の残り1人は起訴猶予処分とした。
10月31日、大阪地裁は「手口は巧妙で、賄賂も低額とはいえない」として眼科医に懲役1年6月、執行猶予3年、追徴金80万円の有罪判決を言い渡した。